# Rukhsar Habibzai
Rukhsar Habibzai (1996) es una deportista afgana capitana del equipo nacional de ciclismo femenino de Afganistán.

## Trayectoria
Montaba en bicicleta desde que iba a la escuela a pesar de que muchos hombres del barrio donde vivía, Chahar Rahi Qambar se reían de ella cuando sacaba la bicicleta para entrenar. Las cosas cambiaron un poco cuando su familia se mudó a Kart-e-Char, un barrio en la zona oeste de Kabul menos conservador aunque todavía sus hermanos se sienten incómodos ante la posibilidad de que ella sea ciclista. Es miembro de la Federación Ciclista de Afganistán.
Junto a otras compañeras como Nargis Hakimi, Afsana Nawruzi o Masoma y Zahra Alizada, forma parte del equipo femenino de ciclismo de Afganistán.

## Ciclismo femenino en Afganistán
Animar a las niñas para que practiquen el ciclismo, un deporte considerada en Afganistán como solo para hombres. En 2020 unas 30 mujeres están registradas en la Federación de Ciclismo de Afganistán y entrenan diariamente a pesar de los frecuentes insultos que reciben. Lo hacen al amanecer antes de que en Kabul empiece el caótico tráfico, dado que además prácticamente no existen carriles bici.
Antes de la invasión de la Unión Soviética en 1979 era habitual ver a las niñas en bicicleta, sin embargo la situación cambió con los enfrentamientos entre diferentes facciones y entre 1996 y 2001 cel régimen talibán en Afganistán.
En 2013 lograron que las mujeres compitieran, algo que no sucedía desde 1986 participando en los Campeonatos Asiáticos celebrados en la India.
En 2015 se estrenó el documental el documental "Afghan Cycles" sobre la historia del primer equipo de ciclismo femenino en Afganistán.
En 2016, las miembros del equipo Masoma y Zahra Alizada ganaron el segundo y tercer puesto en la competición de ciclismo en Albi, Francia. 

### Candidatas al Premio Nobel de la Paz 2016
Tras este logro, 118 miembros del Parlamento italiano nominaron al equipo Equipo Nacional Femenino Afgano de Ciclismo de Afganistán para el Premio Nobel de la Paz 2016.